# Suburbicon
Suburbicon ist ein US-amerikanisches Kriminaldrama unter der Regie von George Clooney, das am 2. September 2017 im Rahmen der Filmfestspiele in Venedig Premiere feierte.

## Handlung
Die Durchschnittsamerikaner Gardner und Rose Lodge führen gemeinsam mit ihrem Sohn Nicky in den 1950er Jahren ein vorbildliches Leben in bürgerlicher Zufriedenheit in der ebenso vorbildlichen Stadt Suburbicon. Gardner ist Finanzdirektor der äußerst erfolgreichen Werbeagentur Pappas & Swain, während seine seit einem Autounfall auf einen Rollstuhl angewiesene Frau ihre Tage auf der Veranda verbringt und ihren Sohn beim Spielen im Garten beobachtet.
Die perfekte Idylle bekommt jedoch bald schon Risse. Während eines scheinbar zufällig bei ihnen erfolgten Raubüberfalls durch zwei Gangster wird die gesamte Familie gefesselt und mit Chloroform betäubt, was Nickys Mutter nicht überlebt. Sein Vater bittet daraufhin Roses Zwillingsschwester Margaret, bei ihnen einzuziehen, um sich um den kleinen Nicky zu kümmern. Bei einer Gegenüberstellung bei der Polizei erkennt Nicky die Verbrecher; Tante und Vater aber bestreiten, dass das die Täter seien.
Bald erkennt Nicky, dass sein Vater und seine Tante nicht ganz so unschuldig an den Vorfällen der letzten Zeit sind, wie sie nach außen hin vorgeben. Doch auch sonst läuft Gardners Plan nicht so, wie er sich das vorgestellt hatte, denn schon bald erscheinen die zwei Gangster, die sich als Geldeintreiber für die Mafia herausstellen, in Gardners Büro, verprügeln ihn und fordern mehr Geld. Nur wenig später erscheint ein windiger Versicherungsmitarbeiter tagsüber bei Margaret, fragt sie aus und signalisiert ihr, dass er das Mordkomplott durchschaut. Als er abends zurückkehrt, um für sein Schweigen von Gardner die gesamte zu erwartende Versicherungssumme zu fordern, wird er durch einen von Margaret zubereiteten Kaffee vergiftet und flüchtet würgend auf die Straße, wo Gardner ihn schließlich erschlägt. Bei der Beseitigung der Leiche wird er dann von einem der Gangster mit einem VW Käfer verfolgt, bis dieser bei einem Verkehrsunfall ums Leben kommt.
Währenddessen fürchtet Margaret, dass nun alles ans Licht kommt und bereitet für Nicky ein tödliches Abendbrot zu. Zur selben Zeit lauert der zweite Gangster Margaret auf, denn er will sie und den Jungen umbringen, um Gardner einen Denkzettel zu verpassen. Er erwürgt Margaret und sucht den Jungen auf seinem Zimmer auf, wird aber kurz vor der Tat von dem zuvor telefonisch herbeigerufenen Onkel Mitch getötet, der dabei selbst tödlich verletzt wird.
Als Gardner blutverschmiert nach Hause kommt, seine Schwägerin, den Schwager und den Gangster tot in seinem Haus vorfindet, sieht er nur noch zwei Möglichkeiten: die Polizei zu rufen oder auch noch seinen Sohn umzubringen, um den erneuten Überfall glaubwürdig erscheinen zu lassen. Während er seinem Sohn genau erklärt, wie er nun vorzugehen beabsichtigt, vertilgt er das eigentlich für Nicky zubereitete Abendessen. Am nächsten Morgen liegt der Vater tot am Küchentisch.
Zweiter Handlungsstrang:
William und Daisy Myers ziehen gemeinsam mit ihrem Sohn Andy in das an den Garten der Lodges angrenzende Haus. Als erste afroamerikanische Familie in der beschaulichen Familienstadt sorgen sie für große Aufregung, und Suburbicons Bürger begegnen ihnen mit Hass und Vorurteilen. Unterdessen hat Nicky sich mit dem etwa gleichaltrigen Andy angefreundet, der seine Leidenschaft für Baseball teilt. Bei einer turbulenten Versammlung im Rathaus kommen Suburbicons Bürger allerdings zu dem Schluss, dass ihre Stadt noch nicht reif für Afroamerikaner ist. Der anfänglich nur verbal geäußerte Rassismus und die skeptischen Blicke der paranoiden Stadtbewohner schlagen in Gewalt um. In einem Mob laufen Suburbicons Bürger mit brennenden Fackeln durch die Stadt und versammeln sich vor dem Haus der Myers, brüllen aus Leibeskräften, lärmen, setzen deren Auto in Brand und dekorieren ein Fenster mit einer Kriegsflagge der Konföderierten. Während dieser Vorfälle geschehen die Gewalttätigkeiten im Hause der Lodges, die trotz der Polizeipräsenz bei dem Aufruhr auf der Parallelstraße unentdeckt bleiben.

## Produktion

### Stab und historischer Hintergrund
Regie bei dem Noir-Drama führte George Clooney. Ein erster Entwurf des Drehbuchs war von Joel und Ethan Coen bereits 1986 fertiggestellt worden, das Projekt lag dann jedoch jahrelang auf Eis. Clooney erklärte, er habe ein Projekt für sich als Regisseur gesucht, konnte aber nichts finden, was ihn richtig packte. Dann sei er jedoch auf die Versicherungsgeschichte der Coen-Brüder gekommen, für die die beiden ihm die Rolle des Ermittlers angeboten hatten. Weil Clooney jedoch glaubte, die Finanzierung der Verfilmung dieser Geschichte könnte sich schwierig erweisen, gaben sie ihm die Erlaubnis, eine neue Idee in den Film einzubringen.

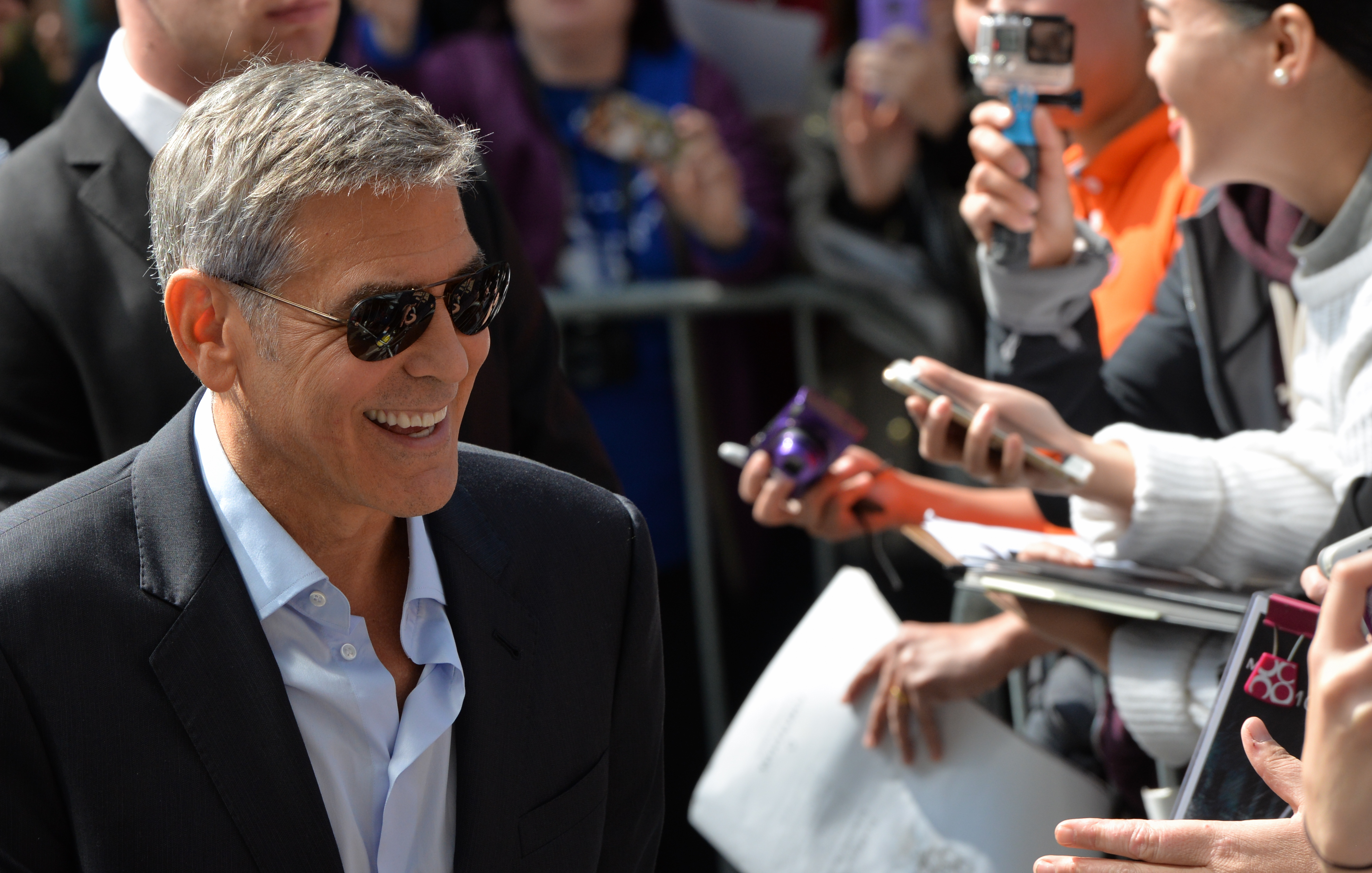
George Clooney bei der Vorstellung des Films in Toronto

Im Originaldrehbuch der Coen-Brüder, in dem sie die Geschichte in den 1980er Jahren angesiedelt hatten, kommen die Myers nicht vor. Clooney und Grant Heslov, die gemeinsam deren Drehbuch überarbeiteten, verliehen dem Film mit einer zeitlichen Verlagerung in die 1950er Jahre ihren eigenen politischen Stempel und spannten einen Bogen vom offenen Rassenhass dieser von Donald Trump idealisierten Ära zu den gegenwärtigen Spannungen zwischen dem schwarzen und weißen Amerika. Clooney war von einer Wahlkampfrede Trumps inspiriert worden, in der er über „den Bau von Mauern und die Minderheiten“ gesprochen hatte. Schon in den 1950er Jahren habe man überall hören können, dass Amerika „great again“ werden solle, so Clooney, und er habe großes Interesse daran gehabt, unsere heutigen Probleme in einem Umfeld der damaligen Zeit zu untersuchen: „Eine kranke Familie inmitten einer kranken Gesellschaft zu platzieren, erschien mir das richtige Mittel dazu.“ Weiter meint der Regisseur, Suburbicon sei ein wütender Film, und auch sein Land sei in einem wütenden Zustand, was im Film reflektiert werden sollte.
Die Geschichte, die der Film im Seitenstrang um die afroamerikanische Familie herum erzählt, ist laut Clooney zudem von einer wahren Begebenheit inspiriert. Die afroamerikanischen Eheleute William und Daisy Myers, deren Namen für den Film übernommen wurden, waren 1957 nach Levittown in Pennsylvania gezogen und wurden monatelang von den Einheimischen des Vorortes, der vollständig von Weißen bevölkert gewesen war, belästigt und bedroht. Anfänglich machte man vor ihrem Haus lediglich Lärm und warf Zigarettenstummel in ihren Garten, später warf man Steine in ihre Fenster und errichtete ein Kreuz in ihrem Vorgarten, das angezündet wurde.
Die Tochter Lynda Myers erzählt, es habe aber auch Nachbarn gegeben, von denen ihre Eltern Unterstützung erfahren hätten. Einer der Nachbarn sei jedoch so wütend geworden, dass er sein Auto auf einen Mob demonstrierender Stadtbewohner zusteuerte und nur knapp vor ihnen zum Stehen kam. Dies erinnert Marlow Stern an einen der schrecklichsten Momente, die sich in der jüngsten Geschichte von Charlottesville zutrugen, als ein weißer Suprematist sein Auto in die Menge fuhr und die 32-jährige Heather Heyer tötete. Lynda Myers’ Mutter, die im Jahr 2011 starb, wurde nach den Vorfällen im Jahr 1957 als Rosa Parks des Nordens beziehungsweise als eine Levittown-Version dieser bezeichnet.

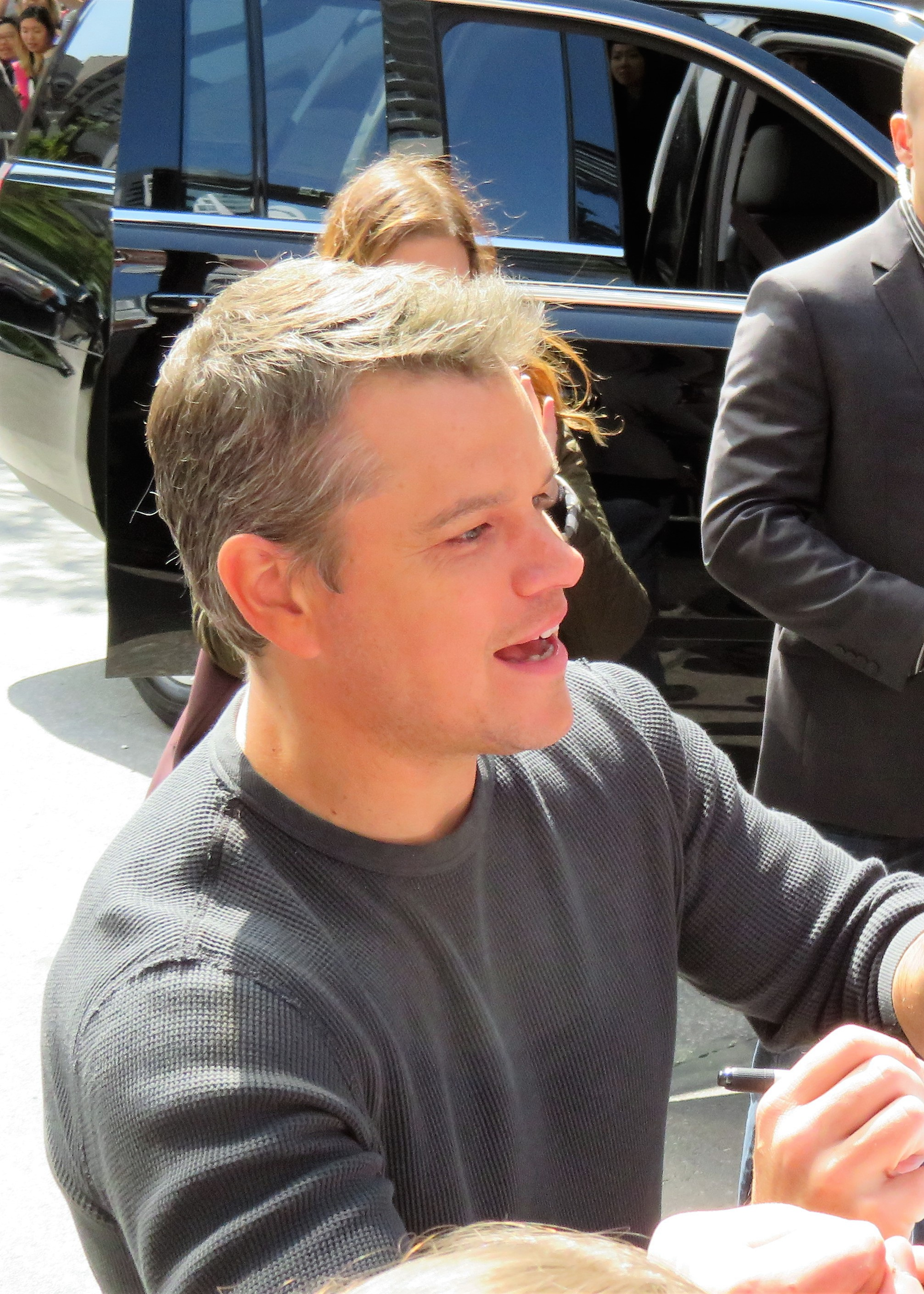
Matt Damon bei der Vorstellung des Films in Toronto

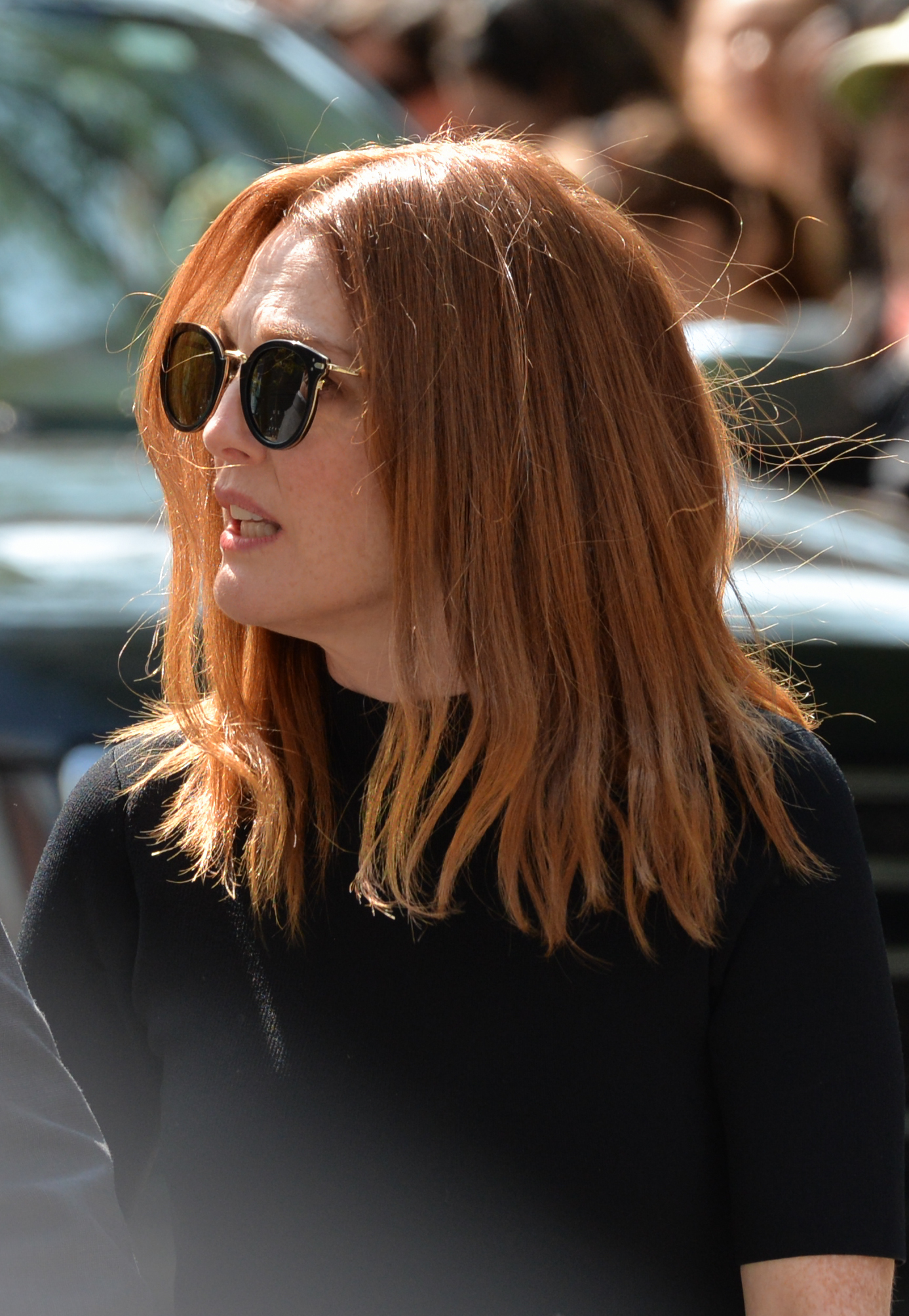
Julianne Moore übernahm im Film eine Doppelrolle

Die Stadt Levittown, in die William und Daisy Myers gezogen waren, wurde nach dem amerikanischen Immobilienentwickler William Levitt benannt, der mehrere derartige Wohnprojekte in den ganzen USA bauen ließ und als Erfinder der Vororte gilt. Nach ihm sind mehrere vorstädtische Siedlungen in den Vereinigten Staaten benannt, die von ihm und seiner Firma Levitt & Sons entworfen wurden. Weil Levitt dort keine Schwarzen wohnen lassen wollte, dann jedoch von einem Gericht zur Integration gezwungen wurde, verkaufte er seinen Besitz, so Clooney.

### Besetzung, Synchronisation und Dreharbeiten
Matt Damon und Julianne Moore spielen im Film Gardner und Rose Lodge, die Rolle ihres gemeinsamen Sohns Nicky wurde mit dem Kinderdarsteller Noah Jupe besetzt. Moore spielt zudem auch Roses Zwillingsschwester Margaret, die nach deren Tod Gardner bei der Erziehung seines Sohns helfen soll. Die Rollen der neuen afroamerikanischen Nachbarn William und Daisy Myers wurden mit Leith M. Burke und Karimah Westbrook besetzt. Tony Espinosa spielt ihren Sohn Andy. Die Rolle des Versicherungsvertreters Bud Cooper wurde an den US-amerikanischen Schauspieler Oscar Isaac vergeben.
Die deutsche Synchronisation erfolgte nach einem Dialogbuch und unter der Dialogregie von Sven Hasper im Auftrag der Interopa Film GmbH, Berlin. Simon Jäger leiht in der deutschen Synchronisation Gardner seine Stimme und Petra Barthel Rose beziehungsweise Margaret.
Die Dreharbeiten fanden in Van Nuys und in den Warner Brothers Studios in Burbank in Los Angeles statt, wo sie am 11. Oktober 2016 begonnen wurden, und in den ebenfalls in Kalifornien gelegenen Städten Fullerton, Santa Clarita, Carson und San Fernando fortgeführt wurden.

### Filmmusik und Veröffentlichung
Die Filmmusik wurde von Alexandre Desplat komponiert, der auch die Aufnahmen dirigierte. Der Soundtrack zum Film umfasst 23 Musikstücke und wurde am 27. Oktober 2017 von ABKCO Records veröffentlicht. Darauf enthalten ist auch das Lied When I Fall In Love von Victor Young und Edward Heyman für den Film Korea (Originaltitel One Minute to Zero) aus dem Jahr 1952.
Der Film feierte am 2. September 2017 im Rahmen der 74. Filmfestspiele in Venedig seine Premiere, wo er im Hauptwettbewerb gezeigt wurde. Ebenfalls im September 2017 wurde er im Rahmen des Toronto International Film Festivals vorgestellt. Im Oktober 2017 lief er beim Filmfest Hamburg, wo er für den Art Cinema Award nominiert war.
In den USA liegen die Vertriebsrechte des Films bei Paramount Pictures. Am 27. Oktober 2017 kam der Film in die US-amerikanischen und am 9. November 2017 in die deutschen Kinos.

## Rezeption

### Altersfreigabe
In den USA erhielt der Film von der MPAA ein R-Rating, was einer Freigabe ab 17 Jahren entspricht. In Deutschland ist der Film FSK 16. In der Freigabebegründung heißt es: „Der Film enthält eine Reihe eindringlicher Bedrohungs- und Spannungsszenen; mehrere Menschen werden auf drastische und blutige Weise getötet. Die Gewalt wird jedoch nie übermäßig ausgespielt. Jugendliche ab 16 Jahren sind in der Lage, diese Szenen in den Kontext der Gesamthandlung einzuordnen und angemessen zu verarbeiten. Der historische Spielort und die theatralische Inszenierung erleichtern zudem eine emotionale Distanzierung von den Geschehnissen. Auch gibt es immer wieder humorvolle Momente und ironische Brechungen, die Jugendlichen ab 16 Jahren Gelegenheit zu Entlastung bieten.“

### Kritiken

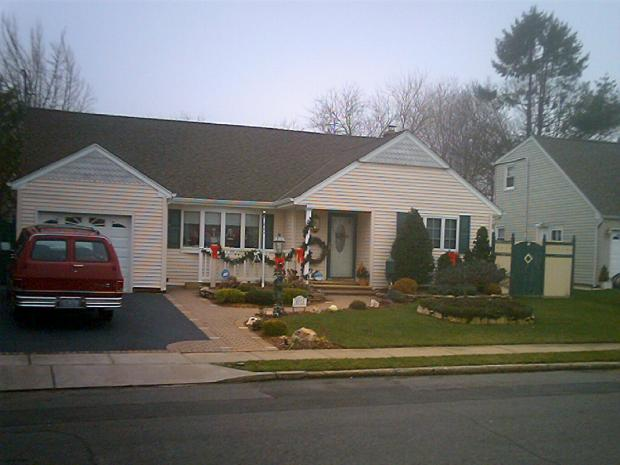
Suburbicon als Sinnbild für Levittown

Marlow Stern nennt Suburbicon ein klares Sinnbild für Levittown. Die eigentliche Energie des Films gehe aber von dem wendungsreichen, dunklen und satirischen Drehbuch aus, das die Brüder Ethan und Joel Coen bereits in den 1980er Jahren kurz nach Blood Simple geschrieben hatten, so Stern.
Andreas Borcholte von Spiegel Online sagt, George Clooney habe für Suburbicon das unheilvoll lauernde Look and Feel klassischer Suspense- und Noir-Filme gewählt, so von Hitchcock über 24 Stunden in seiner Gewalt bis hin zu Ein Köder für die Bestie. Zudem habe Clooney seine Thriller-Groteske präzise und unbarmherzig und weitgehend ohne die oftmals lindernden Humoresken und Manierismen der Coen-Brüder in Szene gesetzt, sodass einem das Lachen im Halse stecken bleibe, so Borcholte.
Zu den schauspielerischen Leistungen meint Stefan Volk von der Berner Zeitung, Matt Damon verkörpere den abgründigen Durchschnittsamerikaner mit einer grandiosen Mischung aus jungenhaftem Charme, spießbürgerlicher Trotteligkeit, lakonischem Zynismus und unterdrückten Aggressionen, und Julianne Moore überzeuge in ihrer Doppelrolle als Ehefrau und Schwägerin mit bittersüßem Bad-Mom-Charisma. Allerdings hingen die Figuren seltsam in der Luft, weil Clooney sie konsequent auf Distanz halte, so Volk weiter.
Kai Mihm schreibt in epd Film, dass Gardner Lodge „ein klassischer Coen-Protagonist“ sei, ein „Kleinbürger mit großen Träumen, der sich immer mehr in seinen windigen Plänen verstrickt“. Aber so überzeugend Matt Damon diesen Mann auch spiele, „als schmallippig-repressiven Vorstadtsoziopathen“, so unoriginell wirke dieser Charaktertyp mittlerweile: „Zu oft haben wir ihn in Variationen schon gesehen.“ Zudem gewinne man den Eindruck, dass George Clooney sich „für die Menschen nicht wirklich interessiert, dass es ihm lediglich um die knarzenden Mechanismen des Plots geht“. Das sei „für eine Weile amüsant anzusehen“. Aber „für einen wirklich guten Film“ sei es „ein bisschen wenig“.

### Auszeichnungen (Auswahl)
Am 18. Dezember 2017 gab die Academy of Motion Picture Arts and Sciences bekannt, dass sich Alexandre Desplats Arbeit auf einer Shortlist befinde, aus der die Nominierungen in der Kategorie Beste Filmmusik im Rahmen der Oscarverleihung 2018 erfolgen werden. Im Folgenden eine Auswahl von Nominierungen im Rahmen weiterer Filmpreise.
Filmfest Hamburg 2017
- Nominierung für den Art Cinema Award

Internationale Filmfestspiele von Venedig 2017
- Nominierung für den Goldenen Löwen (George Clooney)
- Auszeichnung mit dem Fondazione Mimmo Rotella Award (George Clooney)
- Auszeichnung mit dem Franca Sozzani Award (Julianne Moore)

Die Deutsche Film- und Medienbewertung FBW in Wiesbaden verlieh dem Film das Prädikat besonders wertvoll.